# Gerhard Vollmer
Gerhard Vollmer (* 17. November 1943 in Speyer) ist ein deutscher Physiker und Philosoph, der insbesondere durch seine Arbeiten zur Evolutionären Erkenntnistheorie bekannt wurde.

## Leben
Vollmer studierte Mathematik, Physik und Chemie in München, Berlin, Hamburg und Freiburg. Nach dem Diplom in Physik im Jahre 1968 studierte er in Freiburg zusätzlich Philosophie und Sprachwissenschaften.
In Freiburg wurde er 1971 in theoretischer Physik bei Siegfried Flügge promoviert. Dort war er anschließend, mit Unterbrechung durch einen einjährigen Aufenthalt in Montreal, bis 1975 als wissenschaftlicher Assistent tätig. Er wurde 1974 zudem in Philosophie promoviert.
Vollmer lehrte von 1975 bis 1981 als Akademischer Rat an der Universität Hannover, von 1981 bis 1991 als Professor im Fach Biophilosophie an der Universität Gießen und von 1991 bis 2008 als Professor für Philosophie an der Technischen Universität Braunschweig. Seine Arbeitsgebiete sind Logik, Erkenntnis- und Wissenschaftstheorie, Naturphilosophie, Künstliche Intelligenz.
Im Jahr 2004 erhielt er „für die Grundlegung einer Evolutionären Erkenntnistheorie und für seine herausragende Mittlerfunktion zwischen Natur- und Geisteswissenschaften“ den Kulturpreis der Eduard-Rhein-Stiftung.
Vollmer ist Mitglied im wissenschaftlichen Beirat der Humanistischen Akademie Bayern, der Deutschen Akademie der Naturforscher Leopoldina Halle (seit 1998), der Academia Europaea (seit 2007), der Giordano Bruno Stiftung, der Braunschweigischen Wissenschaftlichen Gesellschaft und des Hans-Albert-Instituts. Er ist ferner Mitherausgeber der Zeitschrift Aufklärung und Kritik und gehörte zum Wissenschaftsrat der Gesellschaft zur wissenschaftlichen Untersuchung von Parawissenschaften.

## Schriften (Auswahl)
- Evolutionäre Erkenntnistheorie. Angeborene Erkenntnisstrukturen im Kontext von Biologie, Psychologie, Linguistik, Philosophie und Wissenschaftstheorie. S. Hirzel, Stuttgart 1975, ISBN 3-7776-0275-2.
- Was können wir wissen? S. Hirzel, Stuttgart 1985, ISBN 3-7776-0403-8, (2 Bände).
- Zwiegespräche mit einem Zwergelefanten. Gedichte. R. G. Fischer, Frankfurt (Main) 1988, ISBN 3-88323-885-6.
- Wissenschaftstheorie im Einsatz. Beiträge zu einer selbstkritischen Wissenschaftsphilosophie. S. Hirzel, Stuttgart 1993, ISBN 3-7776-0499-2.
- Auf der Suche nach der Ordnung. Beiträge zu einem naturalistischen Welt- und Menschenbild. S. Hirzel, Stuttgart 1995, ISBN 3-7776-0620-0.
- Biophilosophie. Reclam, Stuttgart 1995, ISBN 3-15-009386-4.
- Wieso können wir die Welt erkennen? Neue Beiträge zur Wissenschaftstheorie. S. Hirzel, Stuttgart 2002, ISBN 3-7776-1147-6.
- Gretchenfragen an den Naturalisten. (Schriftenreihe der Giordano Bruno Stiftung, Band 5) Alibri, Aschaffenburg 2013, ISBN 978-3-86569-204-7.
- Im Lichte der Evolution. Darwin in Wissenschaft und Philosophie. S. Hirzel, Stuttgart 2016, ISBN 978-3-7776-2617-8.

als Herausgeber
- Mit Heinz-Dieter Ebbinghaus: Denken unterwegs. Fünfzehn metawissenschaftliche Exkursionen. S. Hirzel, Stuttgart 1992, ISBN 3-8047-1234-7.